# Lista najlepiej sprzedających się albumów muzycznych w Wielkiej Brytanii
Lista najlepiej sprzedających się albumów w historii w Wielkiej Brytanii.
Mimo iż sprzedaż cyfrowa odgrywa dużą rolę w przemyśle fonograficznym najlepiej sprzedające się albumy w historii Wielkiej Brytanii swoje wyniki osiągnęły wyłącznie dzięki sprzedaży sklepowej.

## Najlepiej sprzedające się albumy według British Phonographic Industry
| Miejsce | Rok  | Tytuł                             | Artysta           | Certyfikat  | Sprzedaż  |
| ------- | ---- | --------------------------------- | ----------------- | ----------- | --------- |
| 1       | 1995 | (What’s the Story) Morning Glory? | Oasis             | 14× Platyna | 4 200 000 |
| 2       | 1992 | ABBA Gold: Greatest Hits          | ABBA              | 13× Platyna | 3 900 000 |
| 3       | 1985 | Brothers in Arms                  | Dire Straits      | 13× Platyna | 3 900 000 |
| 4       | 1973 | The Dark Side of the Moon         | Pink Floyd        | 13× Platyna | 3 900 000 |
| 5       | 1987 | Bad                               | Michael Jackson   | 13× Platyna | 3 900 000 |
| 6       | 1990 | The Immaculate Collection         | Madonna           | 12× Platyna | 3 600 000 |
| 7       | 1991 | Stars                             | Simply Red        | 12× Platyna | 3 600 000 |
| 8       | 1982 | Thriller                          | Michael Jackson   | 11× Platyna | 3 300 000 |
| 9       | 1981 | Greatest Hits                     | Queen             | 11× Platyna | 3 300 000 |
| 10      | 2004 | Back to Bedlam                    | James Blunt       | 10× Platyna | 3 000 000 |
| 11      | 1998 | I’ve Been Expecting You           | Robbie Williams   | 10× Platyna | 3 000 000 |
| 12      | 1995 | Jagged Little Pill                | Alanis Morissette | 10× Platyna | 3 000 000 |
| 13      | 1998 | Come on Over                      | Shania Twain      | 10× Platyna | 3 000 000 |
| 14      | 1977 | Rumours                           | Fleetwood Mac     | 10× Platyna | 3 000 000 |
| 15      | 1996 | Spice                             | Spice Girls       | 10× Platyna | 3 000 000 |
| Źródło: |      |                                   |                   |             |           |

## Najlepiej sprzedające się albumy według Official Charts Company
| 1       | 1981 | Greatest Hits                         | Queen             | 5 678 610 |
| 2       | 1967 | Sgt. Pepper’s Lonely Hearts Club Band | The Beatles       | 4 908 288 |
| 3       | 1992 | ABBA Gold: Greatest Hits              | ABBA              | 4 610 813 |
| 4       | 1995 | (What’s the Story) Morning Glory?     | Oasis             | 4 421 505 |
| 5       | 1985 | Brothers in Arms                      | Dire Straits      | 4 069 764 |
| 6       | 1973 | The Dark Side of the Moon             | Pink Floyd        | 3 956 177 |
| 7       | 1982 | Thriller                              | Michael Jackson   | 3 825 857 |
| 8       | 1991 | Greatest Hits II                      | Queen             | 3 746 404 |
| 9       | 1987 | Bad                                   | Michael Jackson   | 3 554 301 |
| 10      | 1990 | The Immaculate Collection             | Madonna           | 3 402 160 |
| 11      | 1991 | Stars                                 | Simply Red        | 3 401 092 |
| 12      | 1998 | Come on Over                          | Shania Twain      | 3 358 941 |
| 13      | 1977 | Rumours                               | Fleetwood Mac     | 3 253 818 |
| 14      | 2004 | Back to Bedlam                        | James Blunt       | 3 172 069 |
| 15      | 1997 | Urban Hymns                           | The Verve         | 3 167 875 |
| 16      | 1999 | No Angel                              | Dido              | 3 048 208 |
| 17      | 1970 | Bridge Over Troubled Water            | Simon & Garfunkel | 3 047 242 |
| Źródło: |      |                                       |                   |           |